# Zepto Computers
Zepto var en dansk datortillverkare som tillverkade och byggde bärbara datorer.
Zepto startades 2002 med målet att leverera IT-produkter och service till Mobile Electronics och Digital Home. Under 2005 lanserade företaget sina produkter i Europa. All produktion sker i Zeptos huvudkontor i Danmark. 2008 var Zepto representerade i Sverige, Danmark, Norge, Estland, Finland, Island, Tyskland, Holland, Belgien, Luxembourg, Schweiz, Polen, Malta, Portugal, England, Frankrike, Italien, Australien och Nya Zeeland.
Den 17 november 2009 gick Zepto i konkurs efter flera försök att rädda företaget.

## Produkter
Zeptos huvudprodukter var bärbara datorer och LCD-TV. Zeptos egna bärbara datorserie, "Znote", byggdes på beställning. Zepto var en av få datortillverkare där användaren kunde välja att köpa en "naken" dator - vilket innebär att datorn levereras utan operativsystem. Detta gjorde att Zepto blev populärt för bland annat Linuxanvändare. 
Inom Digital Home-området lanserade Zepto tre serier LCD-TV - Zview, Pantheon och Helios.